# Wesoła (gmina Łęka Opatowska)
Wesoła – osada leśna w Polsce położony w województwie wielkopolskim, w powiecie kępińskim, w gminie Łęka Opatowska. Miejscowość wchodzi w skład sołectwa Siemianice.
W latach 1975–1998 miejscowość należała administracyjnie do województwa kaliskiego.